# 傅海峰
傅 海峰（ふ かいほう、フー・ハイフェン、Fu Haifeng、1983年8月23日 - ）は、中国の男子バドミントン選手。左利き。ロンドンオリンピック及びリオデジャネイロオリンピック男子ダブルス金メダリスト（2連覇）、北京オリンピック銀メダリスト、世界選手権4度優勝（3連覇含む）、世界ランキング1位。蔡贇(さい いん)とペアを組むことが多い。身長180ｃｍ、体重80㎏。青岛啤酒羽毛球俱乐部所属